# امیرآباد (ابهر)
امیرآباد یک منطقهٔ مسکونی در ایران است که در دهستان حومه واقع شده‌است. براساس سرشماری مرکز آمار ایران در سال ۱۳۹۵، امیرآباد ۱۶ نفر جمعیت دارد.